# Kopanie Żołyńskie
Kopanie Żołyńskie est une localité polonaise de la gmina de Żołynia, située dans le powiat de Łańcut en voïvodie des Basses-Carpates.